# Attalea allenii
Attalea allenii är en enhjärtbladig växtart som beskrevs av Harold Emery Moore. Attalea allenii ingår i släktet Attalea och familjen Arecaceae. Inga underarter finns listade i Catalogue of Life.